# Téli estifecske
A téli estifecske (Phalaenoptilus nuttallii) a lappantyúalakúak (Caprimulgiformes) rendjébe, a lappantyúfélék (Caprimulgidae) családjába tartozó Phalaenoptilus nem egyetlen faja.

## Rendszerezése
A fajt John James Audubon amerikai ornitológus írta le 1844-ben, a Caprimulgus nembe Caprimulgus Nuttallii néven.

## Alfajai
- Phalaenoptilus nuttallii adustus van Rossem, 1941
- Phalaenoptilus nuttallii californicus Ridgway, 1887
- Phalaenoptilus nuttallii centralis R. T. Moore, 1947
- Phalaenoptilus nuttallii dickeyi Grinnell, 1928
- Phalaenoptilus nuttallii hueyi Dickey, 1928
- Phalaenoptilus nuttallii nuttallii (Audubon, 1844)[2]

## Előfordulása
Kanadában, az  Amerikai Egyesült Államok nyugati és középső részén, valamint Mexikóban megtalálható. Természetes élőhelyei a szubtrópusi vagy trópusi füves puszták, cserjések és sivatagok, sziklás környezetben. Vonuló faj.

## Megjelenése
Testhossza 21 centiméter, testtömege 31–58 gramm. A madár sötétbarna, világosbarna mintázatú tollazata miatt beleolvad a barnás növényzetbe, amíg nem mozdul meg, nagyon nehéz észrevenni.

## Életmódja
Az étrend elsősorban bogarakból, lepkékből, kabócákból, bogarakból, szöcskékből, sáskákból, repülő hangyákból és legyekből áll. 1946-ban Kaliforniában találtak egy döglöttnek látszó estifecskét, amelyről kiderült, hogy még él, csak egy téliálomszerű állapotban van. Laboratóriumi körülmények között bebizonyosodott, hogy ha a hőmérséklet 18-20 °C alá süllyed, a madár életműködése lelassul.

## Szaporodása
Növényzet között sekély gödörbe készíti fészkét. Fészekalja  2 tojásból áll, melyen 20-21 napig kotlik. A fiókák még 20-23 napig a fészekben maradnak.

## Természetvédelmi helyzete
Az elterjedési területe rendkívül nagy, egyedszáma pedig növekszik. A Természetvédelmi Világszövetség Vörös listáján nem fenyegetett fajként szerepel.